# 충청남도의 문화유산자료
충청남도 문화재자료는 문화재자료 중에서 충청남도 내에 있는 문화재자료를 의미한다.

## 지정목록
- 제1호 ~ 제100호
- 제101호 ~ 제200호
- 제201호 ~ 제300호
- 제301호 ~ 제400호
- 제401호 ~ 제500호